# Философский камень (фильм, 1988)
«Философский камень» («Чёрная стадия»; фр. L'Œuvre au noir) — кинофильм бельгийского режиссёра Андре Дельво, вышедший на экраны в 1988 году.

## Общие сведения
Последний полнометражный фильм Дельво, экранизация одноимённого романа Маргерит Юрсенар. Идея перенести на экран «Философский камень» появилась у Дельво в начале 1980-х, но для написания сценария понадобилось несколько лет, так как режиссёр не хотел приступать к съёмкам, не получив полного одобрения писательницы, с которой с января 1982 года по сентябрь 1987 года состоял в оживлённой переписке, консультируясь по различным деталям сюжета. С самой идеей экранизации Юрсенар согласилась «без колебаний, но не без тревоги», так как осталась недовольной предыдущей попыткой кинематографической адаптации одного из её произведений — «Выстрелом из милосердия» Фолькера Шлёндорфа. Наконец, через шесть лет, 24 февраля 1987 полный вариант сценария был ей отправлен в Рабат, и Юрсенар телеграфировала: «Очень хорошо: моё полное согласие...».
По замыслу Дельво, следовало снимать не костюмный исторический фильм в обычном смысле, но показать главного героя романа — Зенона — «как человека в настоящем, по отношению к которому История проявляется как процесс в настоящем, живой процесс». Для экранизации он выбрал вторую и третью части романа («Оседлая жизнь» и «Тюрьма») — жизнь Зенона после возвращения в Брюгге. События из первой части («Годы странствий»), необходимые для более полного раскрытия образа Зенона, представлены в виде воспоминаний при помощи флешбэков. Прочие сюжетные линии опущены. Особую трудность, по мнению режиссёра, представляло переложение, «трансмутация» весьма сложного философско-психологического произведения с языка литературы на принципиально иной язык визуальных образов. Приверженец магического реализма, Дельво, как и в своих предыдущих фильмах, использовал строгий и скупой набор приёмов, имеющий целью показать, что «за обычными вещами постоянно находится тайна». Относительно того, насколько хорошо ему удалось передать этапы становления Зенона, проходящего следом за чёрной стадией (нигредо) алхимического Великого делания белую (альбедо), а заканчивающего в последнее утро своей жизни переходом в красную (рубедо), существуют разные мнения.
Выбор на роль Зенона Джан Мария Волонте считается весьма удачным. Итальянский актёр, имевший опыт изображения на экране деятелей эпохи Реформации (Джордано Бруно) вполне достоверно воплотил образ врача и алхимика.
Фильм был представлен в мае 1988 на Каннском кинофестивале, где номинировался на «Золотую пальмовую ветвь», но проиграл «Пелле-завоевателю». Был награждён премиями Андре Кавена и бельгийского союза кинокритиков. Волонте был удостоен итальянской премии «Серебряная лента» в категории «лучший актёр». В 2010 лента была издана на DVD; среди бонусов были документальный фильм Дельво «С Дириком Баутсом» (Avec Dieric Bouts, 1975) и книга «Вокруг Чёрной стадии» (Autour de L'Œuvre au noir) — публикация шестилетней переписки между Дельво и Юрсенар по поводу сценария.

## В ролях
- Джан Мария Волонте — Зенон Лигр
- Сами Фрей — приор кордильеров
- Жак Липпе — Ян Мейерс
- Анна Карина — Катарина
- Филипп Леотар — Анри-Максимилиан Лигр
- Жан Буиз — Бартоломе Кампанус
- Мари-Кристин Барро — Хильзонда
- Мари-Франс Пизье — Марта Лигр
- Матье Каррьер — Пьер де Амер
- Пьер Дерт — Сиприан
- Гаэтан Вендерс — монах
- Йохан Лейзен — Жиль Ромбо
- Дора ван ден Гроен — Грета
- Сенн Руфаер — Пьер Ле Кок
- Геерт Десмет — Ган
- Мишель Понселе — Жосс